# Lady Gaga-diszkográfia
Lady Gaga amerikai énekesnő diszkográfiája nyolc stúdióalbumból, négy filmzenealbumból, négy középlemezből (EP), három remixalbumból, kettő koncertalbumból, kettő válogatásalbumból, negyvenkettő kislemezből és tizenöt promóciós kislemezből áll.
Első stúdióalbuma, a The Fame 2008 augusztusában jelent meg, amivel második helyezést ért el az amerikai Billboard 200 listán; az országban jelenleg hatszoros platinaminősítéssel rendelkezik. Világszerte nagy siker övezte az albumot: első helyezést ért el többek között az Egyesült Királyságban és Németországban. Első két kislemeze, a Just Dance és a Poker Face érték el a legnagyobb sikereket az albumról megjelent dalok közül. Többek között listavezetők voltak Ausztráliában, Kanadában, az Egyesült Királyságban és az Egyesült Államokban is. Továbbá kislemezként szolgáltak még az Eh, Eh (Nothing Else I Can Say), a LoveGame és a Paparazzi című dalok. Utóbbi világszerte sok országban bekerült a Top 10-be, Németországban első helyezett lett.
2009 novemberében Gaga a jelentős kereskedelmi és kritikai sikerek után a The Fame Monster címen jelentette meg a The Fame-met ismét, ugyanakkor a nyolc új számot tartalmazó album különálló EP-ként is kiadásra került. Az album és annak dalai megismételték a korábbi sikereket. A The Fame Monster első helyezést ért el a német, a brit, és az ausztrál albumlistán is, és az előző albumhoz hasonlóan ez is első lett a Billboard Dance/Elektronikus albumlistáján az Egyesült Államokban. Első kislemezként a Bad Romance jelent meg, amely nagy sikereket aratott szerte a világon, az Egyesült Államokban a második helyig jutott és tizenegyszeres platinaminősítést szerzett. Az ezt követően megjelent Telephone és Alejandro dalok szintén a kislemezlisták élén szerepeltek. 2012 áprilisáig a The Fame és a The Fame Monster együttes eladása átlépte a 15 millió példányt világszerte. 2010-ben Gaga megjelentette első válogatásalbumát, a The Remix című remixlemezt, amely bekerült a tíz legjobban fogyó album közé Kanadában és az Egyesült Királyságban, világszerte pedig több mint 500 000 példányt értékesítettek belőle.
Az énekesnő második, Born This Way című nagylemeze 2011. május 23-án jelent meg. Első helyezést ért el az Egyesült Államok Billboard 200 albumlistáján és világszerte több mint húsz országban is. Az albumról öt dal jelent meg kislemezként, ezek sorrendben a Born This Way, a Judas, a The Edge of Glory, a Yoü and I és a Marry the Night voltak. A legnagyobb sikert az album címadó dala érte el, ami világszerte vezette a slágerlistákat, köztük az Egyesült Államokban is, ahol az énekesnő harmadik listavezető dala lett. Harmadik nagylemeze Artpop címen jelent meg 2013 novemberében. Első kislemeze, az Applause nagy sikereket ért el szerte a világon. Második kislemeze a Do What U Want további sikereket hozott, harmadik kislemeze 2014 márciusában jelent meg G.U.Y. címen. 2014 őszén Tony Bennett-tel közös dzsesszalbumot adott ki Cheek to Cheek címen. Az album első helyen debütált az Egyesült Államokban, ezzel Gaga már a harmadik listavezető albumát könyvelhette el magának. Ötödik stúdióalbuma Joanne címmel jelent meg 2016 októberében és rögtön a Billboard 200 lista első helyén debütált, ezzel Gaga az első női előadóvá vált az Egyesült Államokban, aki a 2010-es évtizedben négy első helyet elérő albumot adott ki. Az albumról megjelent Perfect Illusion az első helyen debütált Franciaországban, míg a Million Reasons a negyedik helyig jutott Amerikában. 2018-ban a Csillag születik filmzenei albumával Gaga saját rekordját döntötte meg, miután listavezetővé vált a Billboard albumlistáján. Shallow című dalával Ausztráliában, Svájcban, az Egyesült Államokban és az Egyesült Királyságban is vezette a kislemezlistát. Hatodik stúdióalbuma, a Chromatica szintén első helyen nyitott számos ország albumlistáján, úgymint az Egyesült Államokban, Ausztráliában, Kanadában és az Egyesült Királyságban. A lemezen található Rain on Me című dallal Gaga a csúcsra tört az Egyesült Államokban és az Egyesült Királyságban is. 2021 szeptemberében újabb közös albumot adott ki Bennett-tel Love for Sale címmel. Gaga ezt követően felvette a Hold My Hand című dalt a 2022-es Top Gun: Maverick című filmhez, valamint Lorne Balfe, Harold Faltermeyer és Hans Zimmer mellett a filmzenét is ő szerezte. 2024-ben Bruno Marssal közösen kiadta a Die with a Smile-t, amely első listavezető dala lett a Billboard Global 200-as listáján, emellett a Spotify Global napi listájának leghosszabb ideig listavezető dalává vált. Gaga lett az első előadó, aki a 2000-es, 2010-es és 2020-as évtizedben is többször elérte az amerikai Hot 100 csúcsát. A szám a Disease és az Abracadabra című kislemezekkel együtt szerepel Gaga nyolcadik stúdióalbumán, a Mayhem-en, amely 2025. március 7-én jelent meg.
2018-ig bezárólag Lady Gaga hozzávetőlegesen 170 millió felvételt adott el világszerte. Kislemezei a világ legnagyobb példányszámban értékesített felvételei közt szerepelnek, ezzel minden idők egyik legtöbb zenei kiadványt értékesítő előadójának számít. Az Egyesült Királyságban 7,25 millió kislemezt értékesítettek ezidáig, míg az Egyesült Államokban 11,46 millió albumot adott el. Az Egyesült Államokban Gaga volt az első előadó, akinek két dala is átlépte a 7 milliós letöltést (Poker Face és Just Dance). Az Amerikai Hanglemezgyártók Szövetsége (RIAA) szerint Gaga az Egyesült Államok egyik legsikeresebb előadója a digitális kislemezeladásokat és a streaming adatokat tekintve, miután több mint 87,5 millió minősített eladással rendelkezik. Az első női előadóként kapta meg a RIAA Digitális Gyémánt Díját, illetve Gaga azon kevés előadók közé tartozik, akiknek három gyémánt minősítést elérő kislemeze jelent meg (Bad Romance, Poker Face és Just Dance), valamint az első női előadó, akinek négy kislemeze is (Just Dance, Poker Face, Bad Romance, Shallow) 10 millió példányban kelt el világszerte.

## Albumok
= Gyémántlemez
 = Platinalemez
 = Aranylemez
 = Ezüstlemez

### Szóló stúdióalbumok
| Cím           | Adatok | Legjobb helyezések | Legjobb helyezések | Legjobb helyezések | Legjobb helyezések | Legjobb helyezések | Legjobb helyezések | Legjobb helyezések | Legjobb helyezések | Legjobb helyezések | Legjobb helyezések | Legjobb helyezések | Eladások | Minősítések |
| Cím           | Adatok | USA                | AUS                | AUT                | CAN                | FRA                | GER                | ITA                | NZ                 | SWI                | UK                 | HUN                | Eladások | Minősítések |
| ------------- | --- | ------------------ | ------------------ | ------------------ | ------------------ | ------------------ | ------------------ | ------------------ | ------------------ | ------------------ | ------------------ | ------------------ | --- | --- |
| The Fame      | - Megjelent: 2008. augusztus 19. - Kiadó: Streamline, Kon Live, Cherrytree, Interscope - Formátumok: CD, digitális letöltés, LP, streaming, pendrive | 2                  | 3                  | 1                  | 1                  | 2                  | 1                  | 13                 | 1                  | 1                  | 1                  | 2                  | - Világszerte: 15 000 000+ (A The Fame Monster-rel együtt) - USA: 4 830 000+ - CAN: 476 000+ - FRA: 700 000+ - UK: 3 074 496+ | - RIAA: 6× Platinalemez - ARIA: 6× Platinalemez - BPI: 11× Platinalemez - BVMI: 6× Platinalemez - FIMI: 5× Platinalemez - IFPI AUT: 7× Platinalemez - IFPI SWI: 4× Platinalemez - MAHASZ: 2x Platinalemez - MC: 7× Platinalemez - RMNZ: 5× Platinalemez - SNEP: Gyémántlemez |
| Born This Way | - Megjelent: 2011. május 23. - Kiadó: Streamline, Kon Live, Interscope - Formátumok: CD, digitális letöltés, LP, streaming, pendrive                 | 1                  | 1                  | 1                  | 1                  | 1                  | 1                  | 1                  | 1                  | 1                  | 1                  | 1                  | - Világszerte: 8 000 000+ - USA: 2 430 000+ - CAN: 113 000+ - FRA: 237 000+ - UK: 1 050 000+                                  | - RIAA: 4× Platinalemez - ARIA: 3x Platinalemez - BPI: 3× Platinalemez - BVMI: 3× Aranylemez - FIMI: 2x Platinalemez - IFPI AUT: Platinalemez - IFPI SWI: Platinalemez - MAHASZ: Aranylemez - MC: 6× Platinalemez - RMNZ: 2x Platinalemez - SNEP: 2x Platinalemez            |
| Artpop        | - Megjelent: 2013. november 6. - Kiadó: Streamline, Interscope - Formátumok: CD, digitális letöltés, LP, streaming                                   | 1                  | 2                  | 1                  | 3                  | 3                  | 3                  | 2                  | 2                  | 2                  | 1                  | 17                 | - Világszerte: 2 300 000+ - USA: 781 000+ - FRA: 60 000+ - UK: 256 000+                                                       | - RIAA: Platinalemez - ARIA: Aranylemez - BPI: Aranylemez - FIMI: Aranylemez - IFPI AUT: Aranylemez - IFPI SWI: Platinalemez - MAHASZ: Aranylemez - MC: Platinalemez - RMNZ: Aranylemez - SNEP: Platinalemez                                                                 |
| Joanne        | - Megjelent: 2016. október 21. - Kiadó: Streamline, Interscope - Formátumok: CD, digitális letöltés, LP, streaming                                   | 1                  | 2                  | 9                  | 2                  | 9                  | 6                  | 2                  | 2                  | 3                  | 3                  | 12                 | - Világszerte: 1 000 000+ - USA: 649 000+ - FRA: 20 000+ - UK: 168 564+                                                       | - RIAA: Platinalemez - ARIA: Aranylemez - BPI: Aranylemez - FIMI: Aranylemez - IFPI AUT: Aranylemez - MC: Aranylemez - RMNZ: Platinalemez - SNEP: Aranylemez |
| Chromatica    | - Megjelent: 2020. május 29. - Kiadó: Streamline, Interscope - Formátumok: Kazetta, CD, digitális letöltés, LP, streaming                            | 1                  | 1                  | 1                  | 1                  | 1                  | 3                  | 1                  | 1                  | 1                  | 1                  | 4                  | - USA: 331 000+ - CAN: 30 000+ - FRA: 36 300+ - UK: 38 014+                                                                   | - RIAA: Platinalemez - ARIA: Aranylemez - BPI: Aranylemez - FIMI: Platinalemez - IFPI AUT: Aranylemez - IFPI SWI: Aranylemez - MC: Platinalemez - RMNZ: Platinalemez - SNEP: Platinalemez                                                                                    |
| Mayhem        | - Megjelent: 2025. március 7. - Kiadó: Streamline, Interscope - Formátumok: Kazetta, CD, digitális letöltés, LP, streaming                           | 1                  | 1                  | 1                  | 1                  | 2                  | 1                  | 1                  | 1                  | 1                  | 1                  | 1                  | | - RIAA: Platinalemez - BPI: Aranylemez - FIMI: Aranylemez - MC: Aranylemez - SNEP: Aranylemez |

### Közös stúdióalbumok
| Cím                                                         | Adatok | Legjobb helyezések | Legjobb helyezések | Legjobb helyezések | Legjobb helyezések | Legjobb helyezések | Legjobb helyezések | Legjobb helyezések | Legjobb helyezések | Legjobb helyezések | Legjobb helyezések | Legjobb helyezések | Eladások                                                 | Minősítések                                                                |
| Cím                                                         | Adatok | USA                | AUS                | AUT                | CAN                | FRA                | GER                | ITA                | NZ                 | SWI                | UK                 | HUN                | Eladások                                                 | Minősítések                                                                |
| ----------------------------------------------------------- | --- | ------------------ | ------------------ | ------------------ | ------------------ | ------------------ | ------------------ | ------------------ | ------------------ | ------------------ | ------------------ | ------------------ | -------------------------------------------------------- | -------------------------------------------------------------------------- |
| Cheek to Cheek (Tony Bennett-tel)                           | - Megjelent: 2014. szeptember 19. - Kiadó: Streamline, Columbia, Interscope - Formátumok: CD, digitális letöltés, LP, streaming          | 1                  | 7                  | 6                  | 3                  | 9                  | 12                 | 6                  | 3                  | 7                  | 10                 | 35                 | - Világszerte: 1 000 000+ - USA: 773 000+ - FRA: 40 000+ | - RIAA: Aranylemez - ARIA: Aranylemez - BPI: Ezüstlemez - MC: Platinalemez |
| Love for Sale (Tony Bennett-tel)                            | - Megjelent: 2021. szeptember 30. - Kiadó: Streamline, Columbia, Interscope - Formátumok: Kazetta, CD, digitális letöltés, LP, streaming | 8                  | 11                 | 4                  | 33                 | 6                  | 5                  | 8                  | —                  | 2                  | 6                  | 34                 | - USA: 38 000+                                           |                                                                            |
| "—" nem szerepelt listán, vagy nem jelent meg az országban. | |                    |                    |                    |                    |                    |                    |                    |                    |                    |                    |                    |                                                          |                                                                            |

### Újrakiadások
| Cím                                                         | Adatok | Legjobb helyezések | Legjobb helyezések | Legjobb helyezések | Legjobb helyezések | Legjobb helyezések | Legjobb helyezések | Legjobb helyezések | Legjobb helyezések | Legjobb helyezések | Legjobb helyezések | Eladások                                                                                             | Minősítések |
| Cím                                                         | Adatok | USA                | AUS                | BEL                | CAN                | FRA                | ITA                | JPN                | NLD                | NZ                 | SWE                | Eladások                                                                                             | Minősítések |
| ----------------------------------------------------------- | --- | ------------------ | ------------------ | ------------------ | ------------------ | ------------------ | ------------------ | ------------------ | ------------------ | ------------------ | ------------------ | --- | --- |
| The Fame Monster                                            | - Megjelent: 2009. november 18. - Kiadó: Streamline, KonLive, Cherrytree, Interscope - Formátumok: CD, digitális letöltés, LP, streaming | 5                  | 1                  | 5                  | 6                  | 13                 | 2                  | 2                  | 4                  | 1                  | 2                  | - Világszerteː 15 000 000+ (A The Fame-mel együtt) - USA: 1 650 000+ - FRA: 177 122+ - JPN: 548 000+ | - RIAA: 5× Platinalemez - ARIA: 4× Platinalemez - BEA: 2x Platinalemez - NVPI: 2x Platinalemez - GLF: Platinalemez - MC: Gyémántlemez - RMNZ: 9× Platinalemez - SNEP: 2x Platinalemez |
| Born This Way The Tenth Anniversary                         | - Megjelent: 2021. június 25. - Kiadó: Interscope - Formátumok: Kazetta, CD, digitális letöltés, LP, streaming                           | —                  | —                  | —                  | —                  | —                  | —                  | —                  | —                  | —                  | —                  | | |
| "—" nem szerepelt listán, vagy nem jelent meg az országban. | |                    |                    |                    |                    |                    |                    |                    |                    |                    |                    | | |

### Filmzenealbumok
| Cím                                                                          | Adatok | Legjobb helyezések | Legjobb helyezések | Legjobb helyezések | Legjobb helyezések | Legjobb helyezések | Legjobb helyezések | Legjobb helyezések | Legjobb helyezések | Legjobb helyezések | Legjobb helyezések | Legjobb helyezések | Eladások                                                                                   | Minősítések |
| Cím                                                                          | Adatok | USA                | AUS                | AUT                | CAN                | FRA                | GER                | ITA                | NZ                 | SWI                | UK                 | HUN                | Eladások                                                                                   | Minősítések |
| ---------------------------------------------------------------------------- | --- | ------------------ | ------------------ | ------------------ | ------------------ | ------------------ | ------------------ | ------------------ | ------------------ | ------------------ | ------------------ | ------------------ | ------------------------------------------------------------------------------------------ | --- |
| A Star Is Born (Bradley Cooperrel)                                           | - Megjelent: 2018. október 5. - Kiadó: Interscope - Formátumok: CD, digitális letöltés, LP, streaming     | 1                  | 1                  | 2                  | 1                  | 1                  | 4                  | 4                  | 1                  | 1                  | 1                  | 11                 | - Világszerte: 6 000 000+ - USA: 1 148 000+ - CAN: 157 000+ - FRA: 340 000+ - UK: 544 913+ | - RIAA: 2x Platinalemez - ARIA: 3× Platinalemez - BPI: 2x Platinalemez - BVMIː Platinalemez - FIMI: 3x Platinalemez - IFPI AUT: 3× Platinalemez - IFPI SWI: Platinalemez - MC: 3× Platinalemez - RMNZ: 6× Platinalemez - SNEP: Gyémántlemez |
| Top Gun: Maverick (Lorne Balfe-fal, Harold Faltermeyerrel és Hans Zimmerrel) | - Megjelent: 2022. május 27. - Kiadó: Interscope - Formátumok: CD, digitális letöltés, LP, streaming      | 17                 | 11                 | 7                  | 23                 | 17                 | 16                 | 74                 | 16                 | 3                  | —                  | —                  |                                                                                            | - BPI: Ezüstlemez - IFPI SWI: Aranylemez - RMNZ: Platinalemez - SNEP: Platinalemez |
| Harlequin                                                                    | - Megjelent: 2024. szeptember 27. - Kiadó: Interscope - Formátumok: CD, digitális letöltés, LP, streaming | 20                 | 40                 | 8                  | 66                 | 10                 | 9                  | 12                 | 28                 | 4                  | 11                 | —                  |                                                                                            | |
| Joker: Folie à Deux (Joaquin Phoenix-szel)                                   | - Megjelent: 2024. október 4. - Kiadó: Interscope - Formátumok: CD, digitális letöltés, LP, streaming     | —                  | —                  | 10                 | —                  | 39                 | 43                 | 92                 | —                  | 21                 | —                  | —                  |                                                                                            | |
| "—" nem szerepelt listán, vagy nem jelent meg az országban.                  | |                    |                    |                    |                    |                    |                    |                    |                    |                    |                    |                    |                                                                                            | |

### Remixalbumok
| Cím                                                         | Adatok | Legjobb helyezések | Legjobb helyezések | Legjobb helyezések | Legjobb helyezések | Legjobb helyezések | Legjobb helyezések | Legjobb helyezések | Legjobb helyezések | Legjobb helyezések | Legjobb helyezések | Legjobb helyezések | Eladások                                                              | Minősítések                            |
| Cím                                                         | Adatok | USA                | AUS                | BEL                | CAN                | FRA                | ITA                | JPN                | NZ                 | SWE                | UK                 | HUN                | Eladások                                                              | Minősítések                            |
| ----------------------------------------------------------- | --- | ------------------ | ------------------ | ------------------ | ------------------ | ------------------ | ------------------ | ------------------ | ------------------ | ------------------ | ------------------ | ------------------ | --------------------------------------------------------------------- | -------------------------------------- |
| The Remix                                                   | - Megjelent: 2010. március 3. - Kiadó: Streamline, Kon Live, Cherrytree, Interscope - Formátumok: CD, digitális letöltés, LP, streaming | 6                  | 12                 | 6                  | 5                  | 19                 | 22                 | 7                  | 9                  | 40                 | 3                  | 29                 | - Világszerte: 500 000+ - USA: 316 000+ - UK: 166 440+ - FRA: 50 000+ | - BPI: Aranylemez - RIAJ: Platinalemez |
| Born This Way: The Remix                                    | - Megjelent: 2011. november 18. - Kiadó: Streamline, KonLive, Interscope - Formátumok: CD, digitális letöltés, LP, streaming            | 105                | 62                 | 69                 | 49                 | 71                 | 89                 | 14                 | —                  | —                  | 77                 | —                  | - USA: 62 000+ - UK: 16 094+ - FRA: 10 000+                           | - RIAJ: Aranylemez                     |
| Dawn of Chromatica                                          | - Megjelent: 2021. szeptember 3. - Kiadó: Streamline, Interscope - Formátumok: CD, digitális letöltés, LP, streaming                    | 66                 | 31                 | 85                 | 89                 | 108                | 49                 | 279                | 32                 | —                  | 56                 | 38                 |                                                                       |                                        |
| "—" nem szerepelt listán, vagy nem jelent meg az országban. | |                    |                    |                    |                    |                    |                    |                    |                    |                    |                    |                    |                                                                       |                                        |

### Válogatásalbumok
| Cím                                                         | Adatok                                                                                          | Legjobb helyezések | Legjobb helyezések | Legjobb helyezések | Legjobb helyezések |
| Cím                                                         | Adatok                                                                                          | GRE                | ITA                | JPN                | KOR                |
| ----------------------------------------------------------- | ----------------------------------------------------------------------------------------------- | ------------------ | ------------------ | ------------------ | ------------------ |
| The Singles                                                 | - Megjelent: 2010. december 8. - Kiadó: Universal Music Japan - Formátum: 9 CD                  | —                  | —                  | 166                | —                  |
| Born This Way: The Collection                               | - Megjelent: 2011. november 18. - Kiadó: Streamline, KonLive, Interscope - Formátum: 2 CD + DVD | 49                 | 98                 | —                  | 18                 |
| "—" nem szerepelt listán, vagy nem jelent meg az országban. |                                                                                                 |                    |                    |                    |                    |

### Koncertalbumok, videóalbumok
| Cím                                                                | Adatok | Legjobb helyezések | Legjobb helyezések | Legjobb helyezések | Legjobb helyezések | Legjobb helyezések | Legjobb helyezések | Legjobb helyezések | Legjobb helyezések | Legjobb helyezések | Legjobb helyezések | Legjobb helyezések | Minősítések                                                       |
| Cím                                                                | Adatok | USA                | AUS                | AUT                | FRA                | GER                | ITA                | JPN                | NLD                | SWI                | UK                 | HUN                | Minősítések                                                       |
| ------------------------------------------------------------------ | --- | ------------------ | ------------------ | ------------------ | ------------------ | ------------------ | ------------------ | ------------------ | ------------------ | ------------------ | ------------------ | ------------------ | ----------------------------------------------------------------- |
| Lady Gaga Presents the Monster Ball Tour: At Madison Square Garden | - Megjelent: 2011. november 21. - Kiadó: Streamline, KonLive, Interscope - Formátumok: Blu-ray, DVD, digitális letöltés    | 1                  | 2                  | 5                  | 1                  | 55                 | 1                  | 3                  | 3                  | 2                  | 4                  | 3                  | - ARIA: 2x Platinalemez - BPI: Aranylemez - SNEP: 2x Platinalemez |
| Tony Bennett and Lady Gaga: Cheek to Cheek Live!                   | - Megjelent: 2015. január 20. - Kiadó: Streamline, Columbia, Interscope - Formátumok: Blu-ray, digitális letöltés, DVD, LP | 1                  | 3                  | 7                  | 3                  | —                  | 3                  | —                  | 3                  | —                  | 10                 | —                  |                                                                   |
| "—" nem szerepelt listán, vagy nem jelent meg az országban.        | |                    |                    |                    |                    |                    |                    |                    |                    |                    |                    |                    |                                                                   |

## Középlemezek
| Cím                                                         | Adatok | Legjobb helyezések | Legjobb helyezések | Legjobb helyezések | Legjobb helyezések | Eladások       |
| Cím                                                         | Adatok | USA                | USA Holiday        | CAN                | MEX                | Eladások       |
| ----------------------------------------------------------- | --- | ------------------ | ------------------ | ------------------ | ------------------ | -------------- |
| The Cherrytree Sessions                                     | - Megjelent: 2009. február 3. - Kiadó: Streamline, KonLive, Cherrytree, Interscope - Formátumok: CD, digitális letöltés, streaming | —                  | —                  | —                  | 32                 | - USA: 9000+   |
| Hitmixes                                                    | - Megjelent: 2009. augusztus 25. - Kiadó: Universal Music Canada - Formátum: CD                                                    | —                  | —                  | 8                  | —                  |                |
| A Very Gaga Holiday                                         | - Megjelent: 2011. november 22. - Kiadó: Streamline, KonLive, Interscope - Formátum: Digitális letöltés, streaming                 | 52                 | 9                  | 74                 | —                  | - USA: 46 000+ |
| Live from the Apollo (as Broadcast on SiriusXM)             | - Megjelent: 2019. június 28. - Kiadó: Interscope - Formátum: Streaming                                                            | —                  | —                  | —                  | —                  |                |
| "—" nem szerepelt listán, vagy nem jelent meg az országban. | |                    |                    |                    |                    |                |

## Kislemezek
= Gyémántlemez
 = Platinalemez
 = Aranylemez
 = Ezüstlemez

### Önálló előadóként

#### 2000-es évek
| Cím                                                         | Év   | Legjobb helyezések | Legjobb helyezések | Legjobb helyezések | Legjobb helyezések | Legjobb helyezések | Legjobb helyezések | Legjobb helyezések | Legjobb helyezések | Legjobb helyezések | Legjobb helyezések | Legjobb helyezések | Eladások                                                                                | Minősítések | Album            |
| Cím                                                         | Év   | USA                | AUS                | AUT                | CAN                | FRA                | GER                | ITA                | NZ                 | SWI                | UK                 | HUN                | Eladások                                                                                | Minősítések | Album            |
| ----------------------------------------------------------- | ---- | ------------------ | ------------------ | ------------------ | ------------------ | ------------------ | ------------------ | ------------------ | ------------------ | ------------------ | ------------------ | ------------------ | --------------------------------------------------------------------------------------- | --- | ---------------- |
| Just Dance (közreműködik Colby O’Donis)                     | 2008 | 1                  | 1                  | 8                  | 1                  | 14                 | 10                 | 36                 | 3                  | 8                  | 1                  | 5                  | - US: 7 200 000 - CAN: 74 000 - FRA: 88 000 - UK: 968 000                               | - RIAA: Gyémántlemez ( 11× Platinalemez) - ARIA: 12× Platinalemez - BPI: 3x Platinalemez - BVMI: 2x Platinalemez - FIMI: Platinalemez - IFPI AUT: 2× Platinalemez - IFPI SWI: 2x Platinalemez - MC: Gyémántlemez - RMNZ: 4× Platinalemez                    | The Fame         |
| Poker Face                                                  | 2008 | 1                  | 1                  | 1                  | 1                  | 1                  | 1                  | 2                  | 1                  | 1                  | 1                  | 6                  | - Világszerte: 12 000 000 - US: 7 500 000 - CAN: 315 000 - FRA: 300 000 - UK: 1 190 000 | - RIAA: Gyémántlemez - ARIA: 15x Platinalemez - BPI: 4× Platinalemez - BVMI: 4× Platinalemez - FIMI: 2x Platinalemez - IFPI AUT: 3× Platinalemez - IFPI SWI: 3× Platinalemez - MC: Gyémántlemez - RMNZ: 5x Platinalemez                                     | The Fame         |
| Eh, Eh (Nothing Else I Can Say)                             | 2009 | —                  | 15                 | —                  | 68                 | 7                  | —                  | —                  | 9                  | —                  | —                  | 8                  | - FRA: 52 000                                                                           | - RIAA: Aranylemez - ARIA: Platinalemez - RMNZ: Aranylemez | The Fame         |
| LoveGame                                                    | 2009 | 5                  | 4                  | 6                  | 2                  | 5                  | 7                  | —                  | 12                 | 15                 | 19                 | 4                  | - US: 2 670 000 - FRA: 74 000                                                           | - RIAA: 3× Platinalemez - ARIA: 4× Platinalemez - BPI: Aranylemez - BVMI: Aranylemez - IFPI AUT: Aranylemez - MC: 2x Platinalemez - RMNZ: Platinalemez | The Fame         |
| Paparazzi                                                   | 2009 | 6                  | 2                  | 3                  | 3                  | 6                  | 1                  | 3                  | 5                  | 4                  | 4                  | 10                 | - US: 3 600 000 - FRA: 120 000                                                          | - RIAA: 5× Platinalemez - ARIA: 4× Platinalemez - BPI: 2x Platinalemez - BVMI: Platinalemez - FIMI: Platinalemez - IFPI AUT: Platinalemez - IFPI SWI: Aranylemez - RMNZ: 2x Platinalemez                                                                    | The Fame         |
| Bad Romance                                                 | 2009 | 2                  | 2                  | 1                  | 1                  | 1                  | 1                  | 1                  | 2                  | 2                  | 1                  | 2                  | - Világszerte: 9 700 000 - US: 5 900 000 - CAN: 160 000 - FRA: 250 000 - UK: 1 050 000  | - RIAA: Gyémántlemez ( 11× Platinalemez) - ARIA: 11× Platinalemez - BPI: 3× Platinalemez - BVMI: 3x Aranylemez - FIMI: 2x Platinalemez - IFPI AUT: 2× Platinalemez - IFPI SWI: Platinalemez - MC: Gyémántlemez - RMNZ: 4× Platinalemez - SNEP: Platinalemez | The Fame Monster |
| "—" nem szerepelt listán, vagy nem jelent meg az országban. |      |                    |                    |                    |                    |                    |                    |                    |                    |                    |                    |                    |                                                                                         | |                  |

#### 2010-es évek
| Cím                                                         | Év   | Legjobb helyezések | Legjobb helyezések | Legjobb helyezések | Legjobb helyezések | Legjobb helyezések | Legjobb helyezések | Legjobb helyezések | Legjobb helyezések | Legjobb helyezések | Legjobb helyezések | Legjobb helyezések | Eladások                                                               | Minősítések | Album                  |
| Cím                                                         | Év   | USA                | AUS                | AUT                | CAN                | FRA                | GER                | ITA                | NZ                 | SWI                | UK                 | HUN                | Eladások                                                               | Minősítések | Album                  |
| ----------------------------------------------------------- | ---- | ------------------ | ------------------ | ------------------ | ------------------ | ------------------ | ------------------ | ------------------ | ------------------ | ------------------ | ------------------ | ------------------ | ---------------------------------------------------------------------- | --- | ---------------------- |
| Telephone (közreműködik Beyoncé)                            | 2010 | 3                  | 3                  | 3                  | 3                  | 3                  | 3                  | 2                  | 3                  | 4                  | 1                  | 3                  | - Világszerte: 7 400 000 - US: 3 500 000 - FRA: 120 000 - UK: 736 000  | - RIAA: 5× Platinalemez - ARIA: 8× Platinalemez - BPI: 2x Platinalemez - BVMI: Aranylemez - FIMI: Platinalemez - IFPI AUT: Platinalemez - IFPI SWI: Aranylemez - MC: 3× Platinalemez - RMNZ: 2x Platinalemez - SNEP: Aranylemez                 | The Fame Monster       |
| Alejandro                                                   | 2010 | 5                  | 2                  | 2                  | 4                  | 3                  | 2                  | 2                  | 11                 | 3                  | 7                  | 5                  | - US: 2 630 000 - FRA: 130 000                                         | - RIAA: 4× Platinalemez - ARIA: 4× Platinalemez - BPI: Platinalemez - BVMI: Platinalemez - FIMI: 2x Platinalemez - IFPI AUT: Platinalemez - IFPI SWI: Platinalemez - RMNZ: Platinalemez - SNEP: Aranylemez                                      | The Fame Monster       |
| Dance in the Dark                                           | 2010 | —                  | 24                 | —                  | 88                 | —                  | —                  | —                  | —                  | —                  | 89                 | 9                  | - US: 120 000                                                          | - ARIA: Platinalemez | The Fame Monster       |
| Born This Way                                               | 2011 | 1                  | 1                  | 1                  | 1                  | 2                  | 1                  | 2                  | 1                  | 1                  | 3                  | 2                  | - Világszerte: 8 200 000 - US: 4 300 000 - FRA: 100 000 - UK: 726 000  | - RIAA: 6× Platinalemez - ARIA: 8× Platinalemez - BPI: 2x Platinalemez - BVMI: Platinalemez - FIMI: Platinalemez - IFPI AUT: 2× Platinalemez - IFPI SWI: Platinalemez - MC: 9x Platinalemez - RMNZ: Platinalemez                                | Born This Way          |
| Judas                                                       | 2011 | 10                 | 6                  | 6                  | 8                  | 7                  | 23                 | 3                  | 12                 | 8                  | 8                  | 3                  | - US: 1 000 000 - FRA: 70 000                                          | - RIAA: 2x Platinalemez - ARIA: 2x Platinalemez - BPI: Platinalemez - FIMI: Aranylemez - IFPI AUT: Aranylemez - RMNZ: Platinalemez | Born This Way          |
| The Edge of Glory                                           | 2011 | 3                  | 2                  | 3                  | 3                  | 7                  | 3                  | 2                  | 3                  | 10                 | 6                  | 6                  | - US: 3 000 000                                                        | - RIAA: 4× Platinalemez - ARIA: 3x Platinalemez - BPI: Platinalemez - BVMI: Aranylemez - FIMI: Platinalemez - IFPI AUT: Platinalemez - IFPI SWI: Aranylemez - RMNZ: Aranylemez                                                                  | Born This Way          |
| You and I                                                   | 2011 | 6                  | 14                 | 8                  | 10                 | 98                 | 21                 | 19                 | 5                  | 32                 | 23                 | —                  | - US: 2 400 000                                                        | - RIAA: 3× Platinalemez - ARIA: 2x Platinalemez - BPI: Ezüstlemez - RMNZ: Aranylemez | Born This Way          |
| The Lady Is a Tramp (Tony Bennett-tel)                      | 2011 | —                  | —                  | —                  | —                  | —                  | —                  | 50                 | —                  | —                  | 188                | —                  |                                                                        | | Duets II               |
| Marry the Night                                             | 2011 | 29                 | 80                 | 13                 | 11                 | 50                 | 17                 | 40                 | —                  | 34                 | 16                 | —                  | - US: 713 000                                                          | - RIAA: Platinalemez - ARIA: Platinalemez - BPI: Ezüstlemez | Born This Way          |
| Applause                                                    | 2013 | 4                  | 11                 | 6                  | 4                  | 3                  | 5                  | 2                  | 7                  | 7                  | 5                  | 1                  | - US: 2 700 000 - FRA: 60 000 - UK: 530 000                            | - RIAA: 4× Platinalemez - ARIA: 3× Platinalemez - BPI: Platinalemez - BVMI: Aranylemez - FIMI: Platinalemez - IFPI AUT: Platinalemez - MC: 5× Platinalemez - RMNZ: Platinalemez                                                                 | Artpop                 |
| Do What U Want (közreműködik R. Kelly)                      | 2013 | 13                 | 21                 | 10                 | 3                  | 8                  | 14                 | 3                  | 12                 | 14                 | 9                  | 1                  | - US: 1 300 000 - UK: 383 000                                          | - RIAA: Platinalemez - ARIA: Platinalemez - BPI: Aranylemez - BVMI: Aranylemez - FIMI: Platinalemez - MC: Aranylemez - RMNZ: Aranylemez | Artpop                 |
| G.U.Y.                                                      | 2014 | 76                 | 88                 | —                  | —                  | 92                 | —                  | —                  | —                  | —                  | 115                | —                  |                                                                        | | Artpop                 |
| Anything Goes (Tony Bennett-tel)                            | 2014 | —                  | —                  | —                  | —                  | 178                | —                  | —                  | —                  | —                  | 174                | —                  | - US: 16 000                                                           | | Cheek to Cheek         |
| I Can’t Give You Anything but Love (Tony Bennett-tel)       | 2014 | —                  | —                  | —                  | —                  | 173                | —                  | —                  | —                  | —                  | —                  | —                  |                                                                        | | Cheek to Cheek         |
| Til It Happens to You                                       | 2015 | 95                 | —                  | —                  | 46                 | 46                 | —                  | —                  | —                  | —                  | 171                | —                  | - US: 71 000                                                           | | Nem jelent meg albumon |
| Perfect Illusion                                            | 2016 | 15                 | 14                 | 21                 | 17                 | 1                  | 31                 | 5                  | 31                 | 16                 | 12                 | 3                  | - US: 100 000                                                          | - RIAA: Aranylemez - ARIA: Platinalemez - BPI: Ezüstlemez - FIMI: Aranylemez - MC: Aranylemez | Joanne                 |
| Million Reasons                                             | 2016 | 4                  | 34                 | 52                 | 16                 | 29                 | 85                 | 12                 | —                  | 7                  | 39                 | 10                 | - US: 1 100 000                                                        | - RIAA: 3× Platinalemez - ARIA: 4× Platinalemez - BPI: Platinalemez - BVMI: Aranylemez - FIMI: 3× Platinalemez - IFPI AUT: Platinalemez - MC: Aranylemez - RMNZ: 2x Platinalemez - SNEP: Platinalemez                                           | Joanne                 |
| The Cure                                                    | 2017 | 39                 | 10                 | 37                 | 33                 | 108                | 57                 | 36                 | —                  | 41                 | 19                 | 4                  | - US: 407 215                                                          | - RIAA: Platinalemez - ARIA: 3x Aranylemez - BPI: Aranylemez - FIMI: Platinalemez - RMNZ: Aranylemez | Nem jelent meg albumon |
| Joanne                                                      | 2017 | —                  | —                  | —                  | —                  | 190                | —                  | —                  | —                  | —                  | 154                | 10                 |                                                                        | | Joanne                 |
| Shallow (Bradley Cooperrel)                                 | 2018 | 1                  | 1                  | 1                  | 1                  | 3                  | 4                  | 2                  | 1                  | 1                  | 1                  | 1                  | - Világszerte: 10 200 000 - US: 1 287 000 - CAN: 134 000 - UK: 224 000 | - RIAA: 4× Platinalemez - ARIA: 16× Platinalemez - BPI: 6× Platinalemez - BVMI: Platinalemez - FIMI: 6× Platinalemez - IFPI AUT: 5× Platinalemez - IFPI SWI: 2x Platinalemez - MC: 8× Platinalemez - RMNZ: 9× Platinalemez - SNEP: Gyémántlemez | A Star Is Born         |
| Always Remember Us This Way                                 | 2019 | 41                 | 12                 | 25                 | 26                 | 18                 | 84                 | 41                 | 14                 | 8                  | 25                 | 2                  | - US: 248 000                                                          | - RIAA: Platinalemez - ARIA: 7× Platinalemez - BPI: 2x Platinalemez - BVMI: Aranylemez - FIMI: 2x Platinalemez - IFPI AUT: 2× Platinalemez - IFPI SWI: Aranylemez - RMNZ: 6× Platinalemez - SNEP: Gyémántlemez                                  | A Star Is Born         |
| I’ll Never Love Again (Bradley Cooperrel)                   | 2019 | 36                 | 15                 | 73                 | 43                 | 61                 | —                  | 61                 | —                  | 14                 | 27                 | 3                  | - US: 226 000                                                          | - RIAA: Platinalemez - ARIA: 3× Platinalemez - BPI: Platinalemez - FIMI: Platinalemez - IFPI AUT: Aranylemez - RMNZ: Platinalemez - SNEP: Gyémántlemez                                                                                          | A Star Is Born         |
| "—" nem szerepelt listán, vagy nem jelent meg az országban. |      |                    |                    |                    |                    |                    |                    |                    |                    |                    |                    |                    |                                                                        | |                        |

#### 2020-as évek
| Cím                                                         | Év   | Legjobb helyezések | Legjobb helyezések | Legjobb helyezések | Legjobb helyezések | Legjobb helyezések | Legjobb helyezések | Legjobb helyezések | Legjobb helyezések | Legjobb helyezések | Legjobb helyezések | Legjobb helyezések | Minősítések | Album             |
| Cím                                                         | Év   | USA                | AUS                | CAN                | FRA                | GER                | ITA                | NZ                 | SWI                | UK                 | HUN                | WW                 | Minősítések | Album             |
| ----------------------------------------------------------- | ---- | ------------------ | ------------------ | ------------------ | ------------------ | ------------------ | ------------------ | ------------------ | ------------------ | ------------------ | ------------------ | ------------------ | --- | ----------------- |
| Stupid Love                                                 | 2020 | 5                  | 7                  | 7                  | 36                 | 21                 | 15                 | 23                 | 6                  | 5                  | 1                  | —                  | - RIAA: Platinalemez - ARIA: 2x Platinalemez - BPI: Platinalemez - FIMI: Aranylemez - IFPI AUT: Aranylemez - MC: 2x Platinalemez - RMNZ: Aranylemez - SNEP: Platinalemez                                                      | Chromatica        |
| Rain on Me (Ariana Grandéval)                               | 2020 | 1                  | 2                  | 1                  | 12                 | 9                  | 5                  | 2                  | 5                  | 1                  | 1                  | 22                 | - RIAA: 2x Platinalemez - ARIA: 5x Platinalemez - BPI: 2x Platinalemez - BVMI: Aranylemez - FIMI: Platinalemez - IFPI AUT: Platinalemez - MAHASZ: Aranylemez - MC: 6× Platinalemez - RMNZ: 3× Platinalemez - SNEP: Aranylemez | Chromatica        |
| 911                                                         | 2020 | —                  | 76                 | 85                 | 141                | —                  | 92                 | —                  | —                  | —                  | —                  | —                  | - ARIA: Aranylemez - FIMI: Aranylemez | Chromatica        |
| Free Woman                                                  | 2021 | —                  | 75                 | 80                 | 143                | —                  | —                  | —                  | —                  | —                  | 28                 | —                  | | Chromatica        |
| I Get a Kick Out of You (Tony Bennett-tel)                  | 2021 | —                  | —                  | —                  | —                  | —                  | —                  | —                  | —                  | —                  | —                  | —                  | | Love for Sale     |
| Love for Sale (Tony Bennett-tel)                            | 2021 | —                  | —                  | —                  | —                  | —                  | —                  | —                  | —                  | —                  | —                  | —                  | | Love for Sale     |
| Hold My Hand                                                | 2022 | 49                 | 29                 | 25                 | 32                 | 72                 | 57                 | 33                 | 5                  | 24                 | 5                  | 37                 | - ARIA: Platinalemez - BPI: Aranylemez - FIMI: Platinalemez - IFPI AUT: Platinalemez - IFPI SWI: Platinalemez - MC: Platinalemez - RMNZ: Platinalemez - SNEP: Gyémántlemez                                                    | Top Gun: Maverick |
| Bloody Mary                                                 | 2022 | 41                 | —                  | 50                 | 43                 | 31                 | 20                 | —                  | 29                 | 22                 | 5                  | 31                 | - ARIA: Platinalemez - BPI: Aranylemez - FIMI: Platinalemez - IFPI AUT: Aranylemez - MC: Aranylemez - RMNZ: Aranylemez | Born This Way     |
| Die with a Smile (Bruno Marssal)                            | 2024 | 1                  | 2                  | 1                  | 7                  | 4                  | 16                 | 1                  | 1                  | 2                  | 7                  | 1                  | - ARIA: 6× Platinalemez - BPI: 2x Platinalemez - BVMI: Aranylemez - FIMI: Platinalemez - IFPI SWI: Platinalemez - MC: 4× Platinalemez - RMNZ: 4x Platinalemez - SNEP: Gyémántlemez                                            | Mayhem            |
| Disease                                                     | 2024 | 27                 | 39                 | 28                 | 66                 | 70                 | 53                 | —                  | 27                 | 7                  | —                  | 14                 | - BPI: Ezüstlemez - MC: Aranylemez - SNEP: Aranylemez |                   |
| Abracadabra                                                 | 2025 | 13                 | 12                 | 12                 | 13                 | 4                  | 28                 | 13                 | 5                  | 3                  | 6                  | 5                  | - BPI: Aranylemez - FIMI: Aranylemez - IFPI SWI: Aranylemez - MC: Aranylemez - RMNZ: Aranylemez - SNEP: Platinalemez |                   |
| "—" nem szerepelt listán, vagy nem jelent meg az országban. |      |                    |                    |                    |                    |                    |                    |                    |                    |                    |                    |                    | |                   |

### Közreműködés kislemezekben
| Chillin (Wale featuring Lady Gaga)                                                    | 2009 | 99 | 29 | 20 | 73 | —  | 19 | —  | —  | —  | 12 |               | Attention Deficit    |
| Video Phone (extended remix) (Beyoncé featuring Lady Gaga)                            | 2009 | 65 | 31 | 4  | —  | —  | —  | 14 | 75 | 32 | 58 | - US: 280 000 | I Am... Sasha Fierce |
| 3-Way (The Golden Rule) (The Lonely Island featuring Justin Timberlake and Lady Gaga) | 2011 | —  | —  | —  | —  | —  | —  | —  | 13 | —  | —  |               | The Wack Album       |
| Sweet Sounds of Heaven (The Rolling Stones featuring Lady Gaga)                       | 2023 | —  | —  | —  | —  | 84 | —  | —  | —  | —  | —  |               | Hackney Diamonds     |
| "—" nem szerepelt listán, vagy nem jelent meg az országban.                           |      |    |    |    |    |    |    |    |    |    |    |               |                      |

### Promóciós kislemezek
| Cím                                                           | Év   | Legjobb helyezések | Legjobb helyezések | Legjobb helyezések | Legjobb helyezések | Legjobb helyezések | Legjobb helyezések | Legjobb helyezések | Legjobb helyezések | Legjobb helyezések | Legjobb helyezések | Legjobb helyezések | Minősítések                                                                                 | Album                  |
| Cím                                                           | Év   | USA                | AUS                | AUT                | CAN                | FRA                | GER                | ITA                | NZ                 | SWI                | UK                 | HUN                | Minősítések                                                                                 | Album                  |
| ------------------------------------------------------------- | ---- | ------------------ | ------------------ | ------------------ | ------------------ | ------------------ | ------------------ | ------------------ | ------------------ | ------------------ | ------------------ | ------------------ | ------------------------------------------------------------------------------------------- | ---------------------- |
| Beautiful, Dirty, Rich                                        | 2008 | —                  | —                  | —                  | —                  | —                  | —                  | —                  | —                  | —                  | 83                 | —                  | - RIAA: Aranylemez                                                                          | The Fame               |
| Vanity                                                        | 2008 | —                  | —                  | —                  | —                  | —                  | —                  | —                  | —                  | —                  | —                  | —                  |                                                                                             | Nem jelent meg albumon |
| Christmas Tree (Space Cowboy közreműködésével)                | 2008 | —                  | —                  | —                  | 79                 | —                  | —                  | —                  | —                  | —                  | —                  | —                  |                                                                                             | Nem jelent meg albumon |
| LoveGame / Poker Face                                         | 2009 | —                  | —                  | —                  | —                  | —                  | —                  | —                  | —                  | —                  | —                  | —                  |                                                                                             | Nem jelent meg albumon |
| Boys Boys Boys                                                | 2009 | —                  | —                  | —                  | —                  | —                  | —                  | —                  | —                  | —                  | —                  | —                  | - RIAA: Aranylemez                                                                          | The Fame               |
| Poker Face / Speechless / Your Song (közreműködik Elton John) | 2010 | —                  | —                  | —                  | 94                 | —                  | —                  | —                  | —                  | —                  | —                  | —                  |                                                                                             | Nem jelent meg albumon |
| Hair                                                          | 2011 | 12                 | 20                 | —                  | 11                 | 16                 | —                  | 5                  | 9                  | —                  | 13                 | —                  |                                                                                             | Born This Way          |
| Venus                                                         | 2013 | 32                 | 31                 | 36                 | 19                 | 9                  | 35                 | 7                  | 20                 | 18                 | 76                 | 1                  |                                                                                             | Artpop                 |
| Dope                                                          | 2013 | 8                  | 34                 | 28                 | 96                 | 8                  | 34                 | 5                  | 20                 | 15                 | 124                | 1                  |                                                                                             | Artpop                 |
| Nature Boy (Tony Bennett-tel)                                 | 2014 | —                  | —                  | —                  | —                  | —                  | —                  | —                  | —                  | —                  | —                  | —                  |                                                                                             | Cheek to Cheek         |
| Winter Wonderland (Tony Bennett-tel)                          | 2014 | —                  | —                  | —                  | —                  | —                  | —                  | —                  | —                  | —                  | —                  | —                  |                                                                                             | Nem jelent meg albumon |
| A-Yo                                                          | 2016 | 66                 | —                  | —                  | 55                 | 167                | —                  | —                  | —                  | 62                 | 66                 | —                  |                                                                                             | Joanne                 |
| Your Song                                                     | 2018 | —                  | —                  | —                  | —                  | —                  | —                  | —                  | —                  | —                  | —                  | 18                 |                                                                                             | Revamp                 |
| Sour Candy (a Blackpinkkel)                                   | 2020 | 33                 | 8                  | 42                 | 18                 | 62                 | —                  | 46                 | 12                 | 30                 | 17                 | 4                  | - RIAA: Aranylemez - ARIA: Aranylemez - BPI: Ezüstlemez - MC: Aranylemez - RMNZ: Aranylemez | Chromatica             |
| Santa Claus Is Coming to Town                                 | 2024 | —                  | —                  | —                  | —                  | —                  | —                  | —                  | —                  | —                  | —                  | —                  |                                                                                             | Nem jelent meg albumon |
| "—" nem szerepelt listán, vagy nem jelent meg az országban.   |      |                    |                    |                    |                    |                    |                    |                    |                    |                    |                    |                    |                                                                                             |                        |

## Egyéb slágerlistás dalok
| Cím                                                                                 | Év   | Legjobb helyezések | Legjobb helyezések | Legjobb helyezések | Legjobb helyezések | Legjobb helyezések | Legjobb helyezések | Legjobb helyezések | Legjobb helyezések | Eladások                   | Minősítések                                              | Album               |
| Cím                                                                                 | Év   | USA                | USA Dance Elec.    | AUS                | CAN                | NZ                 | UK                 | HUN                | WW                 | Eladások                   | Minősítések                                              | Album               |
| ----------------------------------------------------------------------------------- | ---- | ------------------ | ------------------ | ------------------ | ------------------ | ------------------ | ------------------ | ------------------ | ------------------ | -------------------------- | -------------------------------------------------------- | ------------------- |
| The Fame                                                                            | 2008 | —                  | —                  | 73                 | —                  | —                  | —                  | —                  | —                  |                            |                                                          | The Fame            |
| Starstruck (közreműködik Space Cowboy és Flo Rida)                                  | 2008 | —                  | —                  | —                  | —                  | —                  | 191                | —                  | —                  | - US: 803 000              | - RIAA: Platinalemez - ARIA: Aranylemez                  | The Fame            |
| Big Girl Now (New Kids on the Block featuring Lady Gaga)                            | 2008 | —                  | —                  | —                  | 84                 | —                  | —                  | —                  | —                  |                            |                                                          | The Block           |
| Monster                                                                             | 2009 | —                  | —                  | 80                 | —                  | 29                 | 68                 | 6                  | —                  | - US: 207 000              | - RIAA: Aranylemez - ARIA: Aranylemez - RMNZ: Aranylemez | The Fame Monster    |
| Speechless                                                                          | 2009 | 94                 | —                  | —                  | 67                 | —                  | 88                 | —                  | —                  | - US: 197 000 - UK: 60 000 | - RIAA: Aranylemez                                       | The Fame Monster    |
| So Happy I Could Die                                                                | 2009 | —                  | —                  | —                  | —                  | —                  | 84                 | 10                 | —                  |                            |                                                          | The Fame Monster    |
| Teeth                                                                               | 2009 | —                  | —                  | —                  | —                  | —                  | 107                | —                  | —                  |                            |                                                          | The Fame Monster    |
| Scheiße                                                                             | 2011 | —                  | —                  | —                  | —                  | —                  | 136                | —                  | —                  |                            |                                                          | Born This Way       |
| Black Jesus + Amen Fashion                                                          | 2011 | —                  | —                  | —                  | —                  | —                  | 172                | —                  | —                  |                            |                                                          | Born This Way       |
| Fashion of His Love                                                                 | 2011 | —                  | —                  | —                  | —                  | —                  | 140                | —                  | —                  |                            |                                                          | Born This Way       |
| The Queen                                                                           | 2011 | —                  | —                  | —                  | —                  | —                  | 150                | —                  | —                  |                            |                                                          | Born This Way       |
| White Christmas                                                                     | 2011 | —                  | —                  | —                  | —                  | —                  | 87                 | —                  | —                  |                            |                                                          | A Very Gaga Holiday |
| Aura                                                                                | 2013 | —                  | 14                 | —                  | —                  | —                  | —                  | —                  | —                  |                            |                                                          | Artpop              |
| Swine                                                                               | 2013 | —                  | 23                 | —                  | —                  | —                  | —                  | —                  | —                  |                            |                                                          | Artpop              |
| Donatella                                                                           | 2013 | —                  | 21                 | —                  | —                  | —                  | —                  | —                  | —                  |                            |                                                          | Artpop              |
| Angel Down                                                                          | 2016 | —                  | —                  | —                  | —                  | —                  | 152                | —                  | —                  |                            |                                                          | Joanne              |
| Diamond Heart                                                                       | 2016 | —                  | —                  | —                  | —                  | —                  | 155                | —                  | —                  |                            |                                                          | Joanne              |
| John Wayne                                                                          | 2016 | —                  | —                  | —                  | —                  | —                  | 180                | 34                 | —                  |                            |                                                          | Joanne              |
| Dancin' in Circles                                                                  | 2016 | —                  | —                  | —                  | —                  | —                  | 186                | —                  | —                  |                            |                                                          | Joanne              |
| I Want Your Love (Nile Rodgers & Chic szám Lady Gaga közreműködésével)              | 2018 | —                  | 39                 | —                  | —                  | —                  | —                  | 40                 | —                  |                            |                                                          | It’s About Time     |
| Diggin’ My Grave (Bradley Cooperrel)                                                | 2018 | —                  | —                  | —                  | —                  | —                  | —                  | —                  | —                  |                            | - ARIA: Aranylemez                                       | A Star Is Born      |
| Look What I Found                                                                   | 2018 | —                  | —                  | 95                 | —                  | —                  | —                  | 25                 | —                  |                            | - ARIA: Aranylemez - BPI: Ezüstlemez - RMNZ: Aranylemez  | A Star Is Born      |
| Heal Me                                                                             | 2018 | —                  | —                  | —                  | —                  | —                  | —                  | —                  | —                  |                            | - ARIA: Aranylemez                                       | A Star Is Born      |
| I Don’t Know What Love Is (Bradley Cooperrel)                                       | 2018 | —                  | —                  | —                  | —                  | —                  | —                  | —                  | —                  |                            | - ARIA: Aranylemez                                       | A Star Is Born      |
| Is That Alright?                                                                    | 2018 | 63                 | —                  | 96                 | 85                 | —                  | —                  | 22                 | —                  |                            | - ARIA: Aranylemez - BPI: Ezüstlemez - RMNZ: Aranylemez  | A Star Is Born      |
| Music To My Eyes (Bradley Cooperrel)                                                | 2018 | —                  | —                  | —                  | —                  | —                  | —                  | 23                 | —                  |                            | - BPI: Ezüstlemez - RMNZ: Aranylemez                     | A Star Is Born      |
| Alice                                                                               | 2020 | 84                 | 7                  | 59                 | 78                 | —                  | 29                 | —                  | —                  |                            |                                                          | Chromatica          |
| Fun Tonight                                                                         | 2020 | —                  | 12                 | 91                 | —                  | —                  | —                  | —                  | —                  |                            |                                                          | Chromatica          |
| Plastic Doll                                                                        | 2020 | —                  | 15                 | —                  | —                  | —                  | —                  | —                  | —                  |                            |                                                          | Chromatica          |
| Enigma                                                                              | 2020 | —                  | 13                 | —                  | —                  | —                  | —                  | —                  | —                  |                            |                                                          | Chromatica          |
| Replay                                                                              | 2020 | —                  | 16                 | —                  | —                  | —                  | —                  | —                  | —                  |                            |                                                          | Chromatica          |
| Sine from Above (Elton Johnnal)                                                     | 2020 | —                  | 14                 | 93                 | —                  | —                  | —                  | —                  | —                  |                            |                                                          | Chromatica          |
| 1000 Doves                                                                          | 2020 | —                  | 18                 | —                  | —                  | —                  | —                  | —                  | —                  |                            |                                                          | Chromatica          |
| Babylon                                                                             | 2020 | —                  | 17                 | —                  | —                  | —                  | —                  | —                  | —                  |                            |                                                          | Chromatica          |
| Alice (Lsdxoxo remix)                                                               | 2021 | —                  | 26                 | —                  | —                  | —                  | —                  | —                  | —                  |                            |                                                          | Dawn of Chromatica  |
| Stupid Love (Coucou Chloe remix)                                                    | 2021 | —                  | 27                 | —                  | —                  | —                  | —                  | —                  | —                  |                            |                                                          | Dawn of Chromatica  |
| Rain on Me (Ariana Grandéval; Arca remix)                                           | 2021 | —                  | 23                 | —                  | —                  | —                  | —                  | —                  | —                  |                            |                                                          | Dawn of Chromatica  |
| Free Woman (Rina Sawayama and Clarence Clarity remix)                               | 2021 | —                  | 20                 | —                  | —                  | —                  | —                  | —                  | —                  |                            |                                                          | Dawn of Chromatica  |
| 911 (Charli XCX and A. G. Cook remix)                                               | 2021 | —                  | 14                 | —                  | —                  | —                  | —                  | —                  | —                  |                            |                                                          | Dawn of Chromatica  |
| Sour Candy (a Blackpinkkel; Shygirl and Mura Masa remix)                            | 2021 | —                  | 24                 | —                  | —                  | —                  | —                  | —                  | —                  |                            |                                                          | Dawn of Chromatica  |
| Replay (Dorian Electra remix)                                                       | 2021 | —                  | 28                 | —                  | —                  | —                  | —                  | —                  | —                  |                            |                                                          | Dawn of Chromatica  |
| Sine from Above (Elton Johnnal; Chester Lockhart, Mood Killer, and Lil Texas remix) | 2021 | —                  | 39                 | —                  | —                  | —                  | —                  | —                  | —                  |                            |                                                          | Dawn of Chromatica  |
| Babylon (Haus Labs version)                                                         | 2021 | —                  | 30                 | —                  | —                  | —                  | —                  | —                  | —                  |                            |                                                          | Dawn of Chromatica  |
| Top Gun Anthem (Harold Faltermeyerrel, Hans Zimmerrel és Lorne Balfe-fal)           | 2022 | —                  | —                  | —                  | —                  | —                  | —                  | 11                 | —                  |                            |                                                          | Top Gun: Maverick   |
| Garden of Eden                                                                      | 2025 | 52                 | —                  | 77                 | 43                 | —                  | 23                 | —                  | 31                 |                            |                                                          | Mayhem              |
| Perfect Celebrity                                                                   | 2025 | 81                 | —                  | —                  | 76                 | —                  | —                  | —                  | 67                 |                            |                                                          | Mayhem              |
| Vanish into You                                                                     | 2025 | 61                 | —                  | —                  | 53                 | —                  | —                  | —                  | 38                 |                            |                                                          | Mayhem              |
| Killah (Gesaffelstein közreműködésével)                                             | 2025 | 93                 | —                  | —                  | 87                 | —                  | —                  | —                  | 95                 |                            |                                                          | Mayhem              |
| Zombieboy                                                                           | 2025 | 85                 | —                  | —                  | 85                 | —                  | —                  | —                  | 76                 |                            |                                                          | Mayhem              |
| LoveDrug                                                                            | 2025 | 95                 | —                  | —                  | 88                 | —                  | —                  | —                  | 103                |                            |                                                          | Mayhem              |
| How Bad Do U Want Me                                                                | 2025 | 69                 | —                  | —                  | 55                 | —                  | —                  | —                  | 52                 |                            |                                                          | Mayhem              |
| Don’t Call Tonight                                                                  | 2025 | —                  | —                  | —                  | —                  | —                  | —                  | —                  | 183                |                            |                                                          | Mayhem              |
| Shadow of a Man                                                                     | 2025 | —                  | —                  | —                  | —                  | —                  | —                  | —                  | 85                 |                            |                                                          | Mayhem              |
| "—" nem szerepelt listán, vagy nem jelent meg az országban.                         |      |                    |                    |                    |                    |                    |                    |                    |                    |                            |                                                          |                     |